# Eodorcadion carinatum
Eodorcadion carinatum är en skalbaggsart. Eodorcadion carinatum ingår i släktet Eodorcadion och familjen långhorningar.

## Underarter
Arten delas in i följande underarter:
- E. c. carinatum
- E. c. blessigi
- E. c. bramsoni
- E. c. involvens
- E. c. kiahtenum